# Świebodzice
Świebodzice (Freiburg in Schlesien) is een stad in het Poolse woiwodschap Neder-Silezië, gelegen in de powiat Świdnicki. De oppervlakte bedraagt 30,45 km², het inwonertal 23.233 (2005).

## Verkeer en vervoer
- Station Świebodzice

## Geboren
- Paweł Fajdek (1989), kogelslingeraar